# Cegelnica
Cegelnica – wieś w Słowenii, w gminie Naklo. W 2018 roku liczyła 375 mieszkańców.